# NGC 1057
NGC 1057 (również PGC 10287 lub UGC 2184) – galaktyka soczewkowata (S0), znajdująca się w gwiazdozbiorze Trójkąta. Odkrył ją w grudniu 1849 roku George Stoney – asystent Williama Parsonsa.